# Quận 15, Paris
Quận 15 của Paris (còn có tên là quận Vaugirard, nhưng tên gọi này ít được dùng trong đời sống thường nhật) nằm ở phía tây nam thành phố, hữu ngạn sông Seine. Nó tiếp giáp với các quận 14, 6, 7 và 16. Quận 15 được là kết quả việc xát nhập các xã Vaugirard và Grenelle vào Paris từ năm 1860.
Quận 15 có một trong những nhà ga quan trọng của Paris, Gare Montparnasse, và bên cạnh ga là Tháp Montparnasse, công trình cao nhất Paris. Ngoài ra, phía bắc Quận 15 rất gần với tháp Eiffel.
Năm 1999, dân số của quận là 225.362 người trên một diện tích 848 ha, tức 26.576 người/km². Quận 15 là quận đông dân nhất thành phố.